# Provvedimento
Il provvedimento, in diritto, nel significato più generale del termine, è l'atto giuridico adottato nell'esercizio di un pubblico potere, di regola tramite un procedimento, di cui è l'atto terminale. Così intesi i provvedimenti possono essere emanati nell'esercizio di tutte le funzioni pubbliche - legislazione (o, più in generale, normazione), amministrazione e giurisdizione - e, conseguentemente, si distinguono provvedimenti legislativi (o, più in generale, normativi), amministrativi e giurisdizionali.

## Descrizione
Tutti i provvedimenti - normativi, amministrativi e giurisdizionali - sono dotati di una particolare forza giuridica, detta imperatività o autoritarietà o autoritatività, che discende dall'essere emanati nell'esercizio di un potere autoritativo e che consiste nell'imposizione unilaterale di effetti giuridici e, dunque, nella costituzione, estinzione o modificazione di situazioni giuridiche soggettive, a prescindere dal consenso dei soggetti titolari.
Nello stato di diritto, dove vige il principio di legalità, gli organi che adottano i provvedimenti amministrativi e giurisdizionali possono esercitare con gli stessi le sole potestà conferite da norme generali ed astratte, poste con atti normativi, e le devono esercitare in conformità a tali norme; in caso contrario il provvedimento è invalido e precisamente affetto da illegittimità. Dal principio di legalità discende la tipicità dei provvedimenti, nel senso che sono tali solo quelli previsti dall'ordinamento giuridico.

### Provvedimento e atto normativo
Il termine provvedimento viene frequentemente utilizzato con un significato più ristretto, riferito ai soli atti giuridici adottati nell'esercizio di un pubblico potere che dispongono per uno o più casi concreti e nei confronti di uno o più soggetti determinati (i destinatari del provvedimento).
Va tenuto presente che il potere legislativo può emanare leggi che dispongono per uno o più casi concreti e nei confronti di uno o più soggetti determinati; in tal caso siamo di fronte ad una legge meramente formale (la cosiddetta legge-provvedimento) priva di contenuto generale e astratto e, quando si impatta su procedimenti giurisdizionali in corso, ciò può comportare problemi di compatibilità con la CEDU.
I provvedimenti così intesi si contrappongono agli atti normativi, i quali possono invece creare norme giuridiche generali (in quanto rivolte ad una pluralità indeterminata di soggetti) ed astratte (in quanto applicabili ad una pluralità indeterminata di casi) e sono, quindi, fonti del diritto. In questo significato più ristretto rientrano i provvedimenti giurisdizionali e quelli amministrativi, ne sono invece esclusi i provvedimenti legislativi (quali le leggi) e i provvedimenti normativi emanati dal potere esecutivo (quali i regolamenti) o dal potere giudiziario (presenti in taluni ordinamenti).